# 大貫松三
大貫 松三（おおぬき まつぞう、1906年10月3日 - 1982年8月31日）は、日本の画家。洋画を専門とした人物であった。

## 人物
神奈川県愛甲郡愛川町出身。尋常高等半原小学校（現 愛川町立半原小学校）から旧制厚木中学校（現 神奈川県立厚木高等学校）を卒業。
1927年に旧制東京美術学校西洋画科へ入学し、和田英作に弟子入りする。1928年、東京美術学校在学中に自作の「女と静物」を帝展（現在の日展）に出品し、入選する。また東京美術学校学生のままで旧制厚木高等女学校（現 神奈川県立厚木東高等学校）の教員を務めたこともある。
1931年から1936年まで平塚高等女学校（現 神奈川県立平塚江南高等学校）にて教師を務めた。1937年、第1回新文展に『子供達』を出品して特選を受賞する。
第二次世界大戦後の1949年に須田寿や牛島憲之らと共に立軌会を結成する。同年4月に和田侃が創刊した富山県作文協会編の『小学作文』と『中学作文』に表紙絵を提供している。
1950年代から1960年代にかけて全音楽譜出版社が発売する楽器を購入した各学校に対して、クラシック音楽家の肖像入りカレンダーを製作して“楽器のおまけ”として配布していたが、そのカレンダー製作に当たり、全音楽譜出版社創業者から依頼されてルートヴィヒ・ヴァン・ベートーヴェンやヨハン・ゼバスティアン・バッハらの肖像画を描いたのは大貫その人であった。
1982年8月31日、胃癌のために聖マリアンナ医科大学病院にて没した。75歳没。